# Fallujah
Fallujah este un oraș din Irak localizat la 69 km vest de Bagdad pe malul Eufratului în provincia Al-Anbar.